# Rana macrocnemis
Rana macrocnemis är en art i familjen äkta grodor som tillhör ordningen stjärtlösa groddjur.

## Utseende
En långbent groda med varierande färg på ovansidan: Olivgrön, gråaktig, brun, rödaktig, ljust rödorange eller mörkviolett med mörka fläckar. Den kan ha en ljus mittlinje på ryggsidan. Buken är så gott som alltid enfärgat skär, orangeröd, vit- eller gulaktig. Halsen vit till grå, ibland med fläckar. Hanen har indre strupsäckar och parningsvalkar på det innersta fingret.

## Vanor
Rana macrocnemis är en alpin art som går upp till 3 000 meters höjd. Den lever främst i fuktiga områden som fuktig löv-, bland- och barrskog, träsk, stepper och bergsängar. I torrare områden håller den till nära överväxta sjöar, vattendrag och källor. Arten övervintrar antingen i vatten eller på land mellan sent september – början av november till februari – maj, beroende på höjd. I södra delarna av utbredningsområdet kan vinterdvalan vara kortare eller helt saknas. Maximal livslängd uppskattas till 12 år.

### Fortplantningen
Lek och larvutveckling sker i stillastående vattensamlingar eller långsamma vattendrag. Parningstiden varar från februari till augusti (vanligen april till maj), beroende på höjd och väderlek. Hanen omfamnar honan i armhålorna (amplexus), varunder hon lägger mellan 580 och 3 500 ägg i en klump. Larverna förvandlas från sent i maj till tidigt i oktober; på höga höjder kan de övervintra och förvandlas först nästa vår. De blir könsmogna vid omkring 1,5 till 2,5 års ålder.

## Utbredning
Arten finns i större delen av Kaukasus och i Anatolien i Turkiet. En isolerad population finns i Stavropolskij-området i Ryssland. Det finns uppgifter om att den har blivit påträffad i Irak, men få detaljer är kända.

## Status
Grodan är klassificerad som livskraftig ("LC") men populationen minskar. De främsta hoten är kreatursskötsel, skogsbruk och predation av tvättbjörn.